# Neoencyclops lenis
Neoencyclops lenis là một loài bọ cánh cứng trong họ Cerambycidae.